# Titanidiops compactus
Titanidiops compactus är en spindelart som först beskrevs av Carl Eduard Adolph Gerstäcker 1873.  Titanidiops compactus ingår i släktet Titanidiops och familjen Idiopidae. Inga underarter finns listade i Catalogue of Life.